# Saint-Hilaire-les-Andrésis
Saint-Hilaire-les-Andrésis ist eine französische Gemeinde mit 953 Einwohnern (Stand: 1. Januar 2022) im Département Loiret in der Region Centre-Val de Loire. Sie ist Teil des Kantons Courtenay im Arrondissement Montargis. Die Einwohner werden Andrésiens genannt.

## Geographie
Saint-Hilaire-les-Andrésis liegt etwa 75 Kilometer ostnordöstlich von Orléans. Umgeben wird Saint-Hilaire-les-Andrésis von den Nachbargemeinden Foucherolles im Norden, Domats im Nordosten, Savigny-sur-Clairis im Osten und Nordosten, Courtenay im Süden und Osten, Chuelles im Südwesten, Chantecoq im Westen sowie Ervauville im Nordwesten.
Durch die Gemeinde führen die Autoroute A6 und die Autoroute A19.

## Bevölkerungsentwicklung
| 1962                       | 1968 | 1975 | 1982 | 1990 | 1999 | 2006 | 2018 |
| -------------------------- | ---- | ---- | ---- | ---- | ---- | ---- | ---- |
| 525                        | 475  | 400  | 447  | 558  | 750  | 872  | 935  |
| Quellen: Cassini und INSEE |      |      |      |      |      |      |      |

## Sehenswürdigkeiten
- Kirche Saint-Hilaire, ursprünglich aus dem 9. Jahrhundert, Ende des 15. Jahrhunderts wieder errichtet
- Schloss Le Ratelet aus dem 16. Jahrhundert

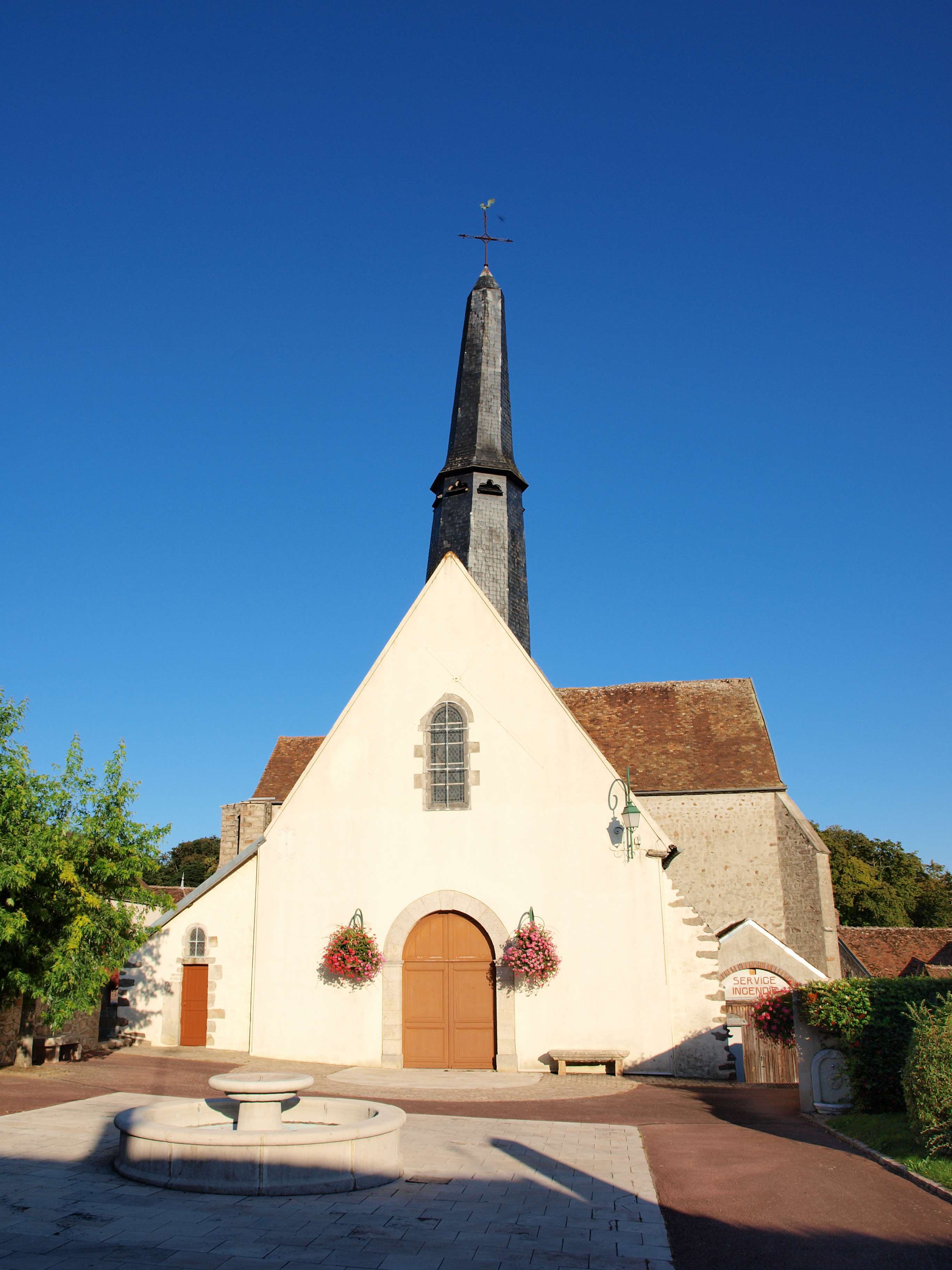
Kirche Saint-Hilaire

- Schloss Les Andrésis
- Schloss Montalan
- Schloss Pennery